# 武蔵野タンポポ団
武蔵野タンポポ団（むさしのたんぽぽだん）は、日本のフォークソンググループ。1971年にフォークシンガー高田渡を中心として、吉祥寺のライブハウス「ぐゎらん堂」に集まるミュージシャンらにより結成された。
翌1972年の年末まで活動。その後も「ぐゎらん堂」主催のイベントなど、折に触れて再結成することがあった。

## メンバー
高田渡、シバ以外のメンバーは流動的で不定だった。
- 高田渡（フラットマンドリン、ギター）
- シバ（ギター、ハーモニカ、ボーカル）
- 山本コウタロー（パーカッション）
- 若林純夫（ギター、ハーモニカ、ボーカル）
- 村瀬雅美（ベース）
- 品川寿男

## ディスコグラフィー

### アルバム

#### オリジナル・アルバム
| 発売日        | レーベル                    | 規格 | 規格品番     | アルバム | 備考                         |
| ------------- | --------------------------- | ---- | ------------ | --- | ---------------------------- |
| 1972年1月10日 | ベルウッド / キングレコード | LP   | OFL-6        | 武蔵野タンポポ団の伝説 1971年8月8日第3回全日本フォークジャンボリー(告別式)、ライブ録音(場所日時不明(どこかのホールでの演奏))(その朝)、スタジオ録音(しらみの旅)、1972年5月3日春一番の実況録音(サンフランシスコ湾ブールス、長屋の路地、もしも、朝、ミッドナイトスペシャル、淋しい気持ちで) A面 1. サンフランシスコ湾ブルース 2. 長屋の路地 3. その朝 4. 告別式 5. しらみの旅 B面 1. もしも 2. 朝 3. ミッドナイトスペシャル 4. 淋しい気持ちで                                    |                              |
| 1980年1月10日 | キングレコード              | LP   | SKM-7031     | 武蔵野タンポポ団の伝説 1971年8月8日第3回全日本フォークジャンボリー(告別式)、ライブ録音(場所日時不明(どこかのホールでの演奏))(その朝)、スタジオ録音(しらみの旅)、1972年5月3日春一番の実況録音(サンフランシスコ湾ブールス、長屋の路地、もしも、朝、ミッドナイトスペシャル、淋しい気持ちで) A面 1. サンフランシスコ湾ブルース 2. 長屋の路地 3. その朝 4. 告別式 5. しらみの旅 B面 1. もしも 2. 朝 3. ミッドナイトスペシャル 4. 淋しい気持ちで                                    | ベルウッド1500シリーズ。     |
| 1987年7月5日  | ベルウッド / キングレコード | LP   | K20A-819     | 武蔵野タンポポ団の伝説 1971年8月8日第3回全日本フォークジャンボリー(告別式)、ライブ録音(場所日時不明(どこかのホールでの演奏))(その朝)、スタジオ録音(しらみの旅)、1972年5月3日春一番の実況録音(サンフランシスコ湾ブールス、長屋の路地、もしも、朝、ミッドナイトスペシャル、淋しい気持ちで) A面 1. サンフランシスコ湾ブルース 2. 長屋の路地 3. その朝 4. 告別式 5. しらみの旅 B面 1. もしも 2. 朝 3. ミッドナイトスペシャル 4. 淋しい気持ちで                                    |                              |
| 1987年7月5日  | キングレコード              | CD   | K30X-189     | 武蔵野タンポポ団の伝説 1971年8月8日第3回全日本フォークジャンボリー(告別式)、ライブ録音(場所日時不明(どこかのホールでの演奏))(その朝)、スタジオ録音(しらみの旅)、1972年5月3日春一番の実況録音(サンフランシスコ湾ブールス、長屋の路地、もしも、朝、ミッドナイトスペシャル、淋しい気持ちで) A面 1. サンフランシスコ湾ブルース 2. 長屋の路地 3. その朝 4. 告別式 5. しらみの旅 B面 1. もしも 2. 朝 3. ミッドナイトスペシャル 4. 淋しい気持ちで                                    |                              |
| 1990年5月21日 | キングレコード              | CD   | KICS-2023    | 武蔵野タンポポ団の伝説 1971年8月8日第3回全日本フォークジャンボリー(告別式)、ライブ録音(場所日時不明(どこかのホールでの演奏))(その朝)、スタジオ録音(しらみの旅)、1972年5月3日春一番の実況録音(サンフランシスコ湾ブールス、長屋の路地、もしも、朝、ミッドナイトスペシャル、淋しい気持ちで) A面 1. サンフランシスコ湾ブルース 2. 長屋の路地 3. その朝 4. 告別式 5. しらみの旅 B面 1. もしも 2. 朝 3. ミッドナイトスペシャル 4. 淋しい気持ちで                                    |                              |
| 2000年7月26日 | ベルウッド                  | CD   | KICS-8815    | 武蔵野タンポポ団の伝説 1971年8月8日第3回全日本フォークジャンボリー(告別式)、ライブ録音(場所日時不明(どこかのホールでの演奏))(その朝)、スタジオ録音(しらみの旅)、1972年5月3日春一番の実況録音(サンフランシスコ湾ブールス、長屋の路地、もしも、朝、ミッドナイトスペシャル、淋しい気持ちで) A面 1. サンフランシスコ湾ブルース 2. 長屋の路地 3. その朝 4. 告別式 5. しらみの旅 B面 1. もしも 2. 朝 3. ミッドナイトスペシャル 4. 淋しい気持ちで                                    |                              |
| 2007年5月25日 | SUPER FUJI DISCS            | CD   | FJSP-6       | 武蔵野タンポポ団の伝説 1971年8月8日第3回全日本フォークジャンボリー(告別式)、ライブ録音(場所日時不明(どこかのホールでの演奏))(その朝)、スタジオ録音(しらみの旅)、1972年5月3日春一番の実況録音(サンフランシスコ湾ブールス、長屋の路地、もしも、朝、ミッドナイトスペシャル、淋しい気持ちで) A面 1. サンフランシスコ湾ブルース 2. 長屋の路地 3. その朝 4. 告別式 5. しらみの旅 B面 1. もしも 2. 朝 3. ミッドナイトスペシャル 4. 淋しい気持ちで                                    | デジタルリマスター盤。       |
| 2012年10月3日 | ベルウッド                  | CD   | KICS-2555    | 武蔵野タンポポ団の伝説 1971年8月8日第3回全日本フォークジャンボリー(告別式)、ライブ録音(場所日時不明(どこかのホールでの演奏))(その朝)、スタジオ録音(しらみの旅)、1972年5月3日春一番の実況録音(サンフランシスコ湾ブールス、長屋の路地、もしも、朝、ミッドナイトスペシャル、淋しい気持ちで) A面 1. サンフランシスコ湾ブルース 2. 長屋の路地 3. その朝 4. 告別式 5. しらみの旅 B面 1. もしも 2. 朝 3. ミッドナイトスペシャル 4. 淋しい気持ちで                                    | 2012年デジタルリマスター盤。 |
| 1975年8月10日 | ベルウッド / キングレコード | LP   | OFM-3        | もうひとつの伝説 1971年8月11日全日本フォークジャンボリーサブステージの実況録音（1～4） + 高田渡、シバ、友部正人のスタジオ録音 A面 1. さびしい気持ちで～年輪 / 武蔵野タンポポ団 2. サンフランシスコ湾ブルース / 武蔵野タンポポ団 3. 告別式 / 武蔵野タンポポ団 4. この世に住む家とてなく / 武蔵野タンポポ団 B面 1. 飛行機にらんで / 高田渡 2. 夜風のブルース / 高田渡 3. 頭をかかえる宇宙人 / 高田渡 4. グッドナイトブルース / シバ 5. からっ風のブルース（もしもし）/ 友部正人 |                              |
| 1990年5月21日 | キングレコード              | CD   | KICS-2024    | もうひとつの伝説 1971年8月11日全日本フォークジャンボリーサブステージの実況録音（1～4） + 高田渡、シバ、友部正人のスタジオ録音 A面 1. さびしい気持ちで～年輪 / 武蔵野タンポポ団 2. サンフランシスコ湾ブルース / 武蔵野タンポポ団 3. 告別式 / 武蔵野タンポポ団 4. この世に住む家とてなく / 武蔵野タンポポ団 B面 1. 飛行機にらんで / 高田渡 2. 夜風のブルース / 高田渡 3. 頭をかかえる宇宙人 / 高田渡 4. グッドナイトブルース / シバ 5. からっ風のブルース（もしもし）/ 友部正人 |                              |
| 2007年5月25日 | SUPER FUJI DISCS            | CD   | FJSP-7       | もうひとつの伝説 1971年8月11日全日本フォークジャンボリーサブステージの実況録音（1～4） + 高田渡、シバ、友部正人のスタジオ録音 A面 1. さびしい気持ちで～年輪 / 武蔵野タンポポ団 2. サンフランシスコ湾ブルース / 武蔵野タンポポ団 3. 告別式 / 武蔵野タンポポ団 4. この世に住む家とてなく / 武蔵野タンポポ団 B面 1. 飛行機にらんで / 高田渡 2. 夜風のブルース / 高田渡 3. 頭をかかえる宇宙人 / 高田渡 4. グッドナイトブルース / シバ 5. からっ風のブルース（もしもし）/ 友部正人 | デジタルリマスター盤。       |
| 2012年10月3日 | ベルウッド                  | CD   | KICS-2556    | もうひとつの伝説 1971年8月11日全日本フォークジャンボリーサブステージの実況録音（1～4） + 高田渡、シバ、友部正人のスタジオ録音 A面 1. さびしい気持ちで～年輪 / 武蔵野タンポポ団 2. サンフランシスコ湾ブルース / 武蔵野タンポポ団 3. 告別式 / 武蔵野タンポポ団 4. この世に住む家とてなく / 武蔵野タンポポ団 B面 1. 飛行機にらんで / 高田渡 2. 夜風のブルース / 高田渡 3. 頭をかかえる宇宙人 / 高田渡 4. グッドナイトブルース / シバ 5. からっ風のブルース（もしもし）/ 友部正人 | 2012年デジタルリマスター盤。 |
| 2004年6月30日 | ベルウッド                  | CD   | BZCS-9031-32 | 武蔵野タンポポ団BOX 『武蔵野タンポポ団の伝説』＋『もうひとつの伝説』を組み合わせた2枚組 |                              |

#### オムニバス・アルバム
| 発売日         | レーベル                    | 規格 | 規格品番       | アルバム                                                               | 内容               |
| -------------- | --------------------------- | ---- | -------------- | ---------------------------------------------------------------------- | ------------------ |
| 1971年10月10日 | キングレコード              | LP   | KR-7018～9     | 自然と文化の72時間 1971全日本フォークジャンボリー実況盤                | Disc2-7.「もしも」 |
| 1990年7月21日  | キングレコード              | CD   | KICS-2042～3   | 自然と文化の72時間 1971全日本フォークジャンボリー実況盤                | Disc2-7.「もしも」 |
| 1997年9月26日  | キングレコード              | CD   | KICS-8135～6   | 自然と文化の72時間 1971全日本フォークジャンボリー実況盤                | Disc2-7.「もしも」 |
| 1971年10月25日 | ビクターレコード            | LP   | SF-1012        | 71全日本フォークジャンボリーライブ第一集 <中津川椛ノ湖 人間開放72時間> | 7.「もしも」       |
| 1975年11月     | ビクターレコード            | LP   | SF-10008       | 71全日本フォークジャンボリーライブ第一集 <中津川椛ノ湖 人間開放72時間> | 7.「もしも」       |
| 1995年7月5日   | ビクターレコード            | CD   | VICL-18218     | 71全日本フォークジャンボリーライブ第一集 <中津川椛ノ湖 人間開放72時間> | 7.「もしも」       |
| 2005年11月18日 | ビクターレコード            | CD   | VICL-61806     | 71全日本フォークジャンボリーライブ第一集 <中津川椛ノ湖 人間開放72時間> | 7.「もしも」       |
| 1973年11月10日 | ベルウッド / キングレコード | LP   | OFW-13～14     | 全日本フォークジャンボリー2                                            | Disc2-7.「もしも」 |
| 2004年9月29日  | ベルウッド                  | CD   | BZCS-9050～1   | 全日本フォークジャンボリー2                                            | Disc2-7.「もしも」 |
| 1989年7月25日  | キティレコード              | CD   | H35K-25011～12 | 第3回全日本フォークジャンボリー'71                                     | Disc2-7.「もしも」 |